# پوکسوزرو
پوکسوزرو (به لاتین: Puksoozero) یک روستا در روسیه است.